# 24sata
24sata (signifiant «24heures» en croate) est un quotidien publié à Zagreb, en Croatie. Depuis 2007, 24sata est le quotidien le plus diffusé de Croatie. C'est aussi le site web d'information le plus visité de Croatie et la principale source d'information sur les plateformes de médias sociaux.

## Histoire
24sata est un quotidien croate. Il a été lancé par Styria Medien AG, un groupe de médias autrichien, en mars 2005. Son premier rédacteur en chef, Matija Babić, a annoncé que le nouveau journal ciblerait un public "jeune, urbain et moderne".
Après que Matija Babić a été démis de ses fonctions de rédacteur en chef le 5 juillet 2005, Boris Trupčević est devenu le nouveau rédacteur en chef. Avant de rejoindre 24sata, il était l'éditeur de Sanoma Magazines en Croatie. Il a été remplacé par Renato Ivanuš et, à partir de 2015, le rédacteur en chef est Goran Gavranović.
24sata avait un tirage de 116 000 exemplaires en 2013, et était le seul quotidien croate qui a vu ses revenus augmenter cette année-là.

### Version en ligne
La version en ligne a été lancée simultanément à l'édition papier. Elle est devenue le site web le plus visité de Croatie en 2012. La version en ligne dispose d'un site web, ainsi que des applications sur l'App Store pour iOS, Google Play Store pour Android et le Microsoft Store pour Windows.

## Récompenses et distinctions
- En 2009, 24sata reçoit le prix du journal européen de l'année dans la catégorie Reconnaissance spéciale des juges par le Congrès européen des journaux[7].
- En octobre 2012, le journal reçoit le prix de la meilleure utilisation de Facebook lors des XMA Cross Media Awards qui se sont tenus à Francfort, en Allemagne.
- En 2014, l'INMA décerne à 24sata la deuxième place dans la catégorie Meilleure idée pour développer l'audience ou l'engagement numérique[8].